# Dwaj pranam
Dwaj pranam kallas i Indien den partihälsning som utförs vid sammankomster i den högerextrema hindunationalistiska organisationen Rashtriya Swayamsevak Sangh. Hälsningen utförs genom att höger arm och hand utsträcks i 90 graders vinkel från kroppen, med tummen pekande mot bröstet.